# Jan Damel

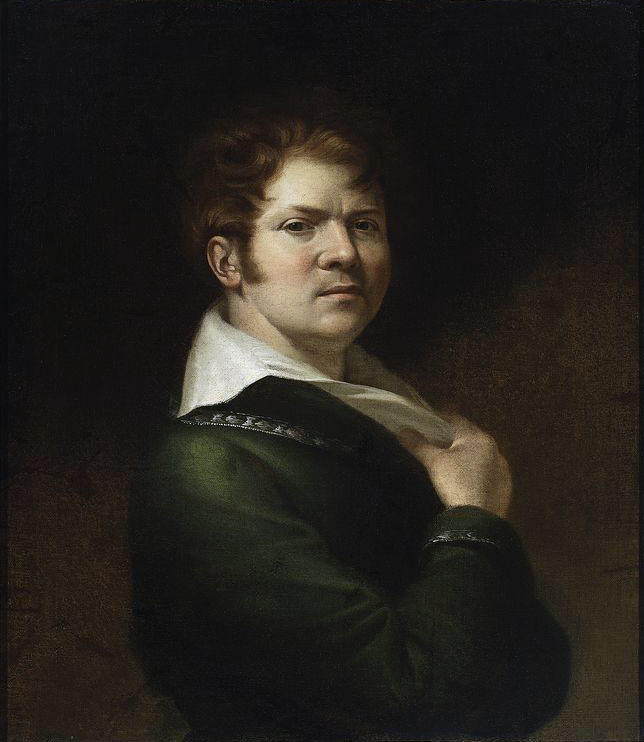
Selbstporträt (1817)

Jan Krzysztof Damel, auch Jonas Damelis und Johann Damehl, (* 1780 in Mitau; † 30. August 1840 in Minsk) war ein polnischer Maler.

## Leben
Damel wurde 1780 als Sohn eines sächsischen Oberst in Mitau (heute Jelgava) geboren. Er studierte von 1799 bis 1809 an der Kunstschule der Universität Wilna bei Franciszek Smuglewicz und Jan Rustem und war anschließend an der Universität und an einem Gymnasium in Wilna Zeichenlehrer.
Um 1816 zog Damel nach Minsk wurde aber 1820 infolge eines Prozesses wegen Assignatenfälschung nach Tobolsk in Sibirien verbannt. Auf dem Weg in die Verbannung entstanden Zeichnungen mit Genre-Motiven, aber auch Karikaturen und Bildnisse der einheimischen Bevölkerung. Auf Reisen nach Tomsk, Irkutsk und Omsk zeichnete und malte er Porträts der Verbannten sowie lokaler Beamter und Politiker sowie religiöse Bildnisse. Um 1823 durfte er nach Minsk zurückkehren.
Für zahlreiche Kirchen in der Umgebung von Wilna und Minsk malte Damel Gemälde nach Vorbildern seines Lehrers Smuglewicz oder kopierte nach Stichen. Auch Szenen zur polnischen Geschichte entstanden. Berühmtheit erlangte Damel aber als Porträtmaler der Intellektuellen von Minsk, von hohen Beamten und Geistlichen. Dabei galt er als Meister der Interpretation mit einer Tendenz zur Karikatur. Außerdem malte er Landschaften, fertigte Entwürfe von Zeichen und Symbolen für die Freimaurerlogen; er selbst gehörte der Loge Litwin Gorliwy an.

## Werke in Kirchen
- Kreuztragender Christus für die ev. Kirche in Tobolsk
- Madonna mit Kind für die Bernhardinerkirche in Tomsk

## Ausstellungen
- 2000: Vilnius Classicism, Litauisches Kunstmuseum, Vilnius